# Джеймс Голланд
Джеймс Голланд (англ. James Holland; нар. 15 травня 1989, Сідней) — австралійський футболіст, півзахисник клубу ЛАСК та національної збірної Австралії.

## Клубна кар'єра

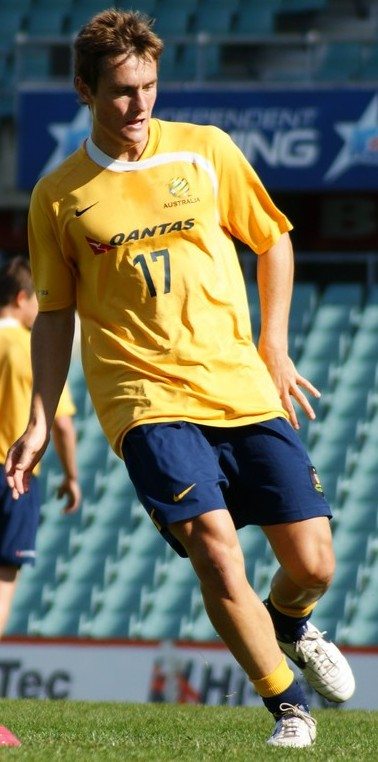
Голланд на тренуванні збірної Австралії

Голланд почав кар'єру в команді «Ньюкасл Юнайтед Джетс». 14 жовтня 2007 року в матчі проти «Веллінгтон Фенікс» він дебютував в А-Лізі. У цьому ж поєдинку він забив свій перший гол за «Джетс», ставши наймолодшим автором голу в чемпіонаті Австралії. Тоді ж Джеймс підписав з командою контракт на два роки. 2008 року він допоміг клубу виграти А-Лігу. 
На початку 2009 року Голланд перейшов в нідерландський АЗ, сума трансферу склала 650 тис. доларів. Через високу конкуренцію Джеймс не зміг дебютувати за нову команду і 2011 року на правах оренди перейшов в роттердамську «Спарту». 28 січня в матчі проти «Розендала» він дебютував в Еерсте-Дивізі. У цьому ж поєдинку він забив свій перший гол. 
У січні 2012 року Голланд перейшов в австрійську «Аустрію», уклавши угоду на 1,5 року. 11 лютого матчі проти «Ріда» він дебютував в австрійській Бундеслізі. 2013 року Джеймс допоміг команді виграти чемпіонат. Наразі встиг відіграти за віденську команду 78 матчів в національному чемпіонаті.

## Виступи за збірні
Протягом 2007–2009 років залучався до складу молодіжної збірної Австралії. 2009 року у складі «молодіжки» Голланд в статусі капітана взяв участь у молодіжному чемпіонаті світу в Єгипті. На турнірі він зіграв в усіх трьох матчах збірної проти однолітків з Бразилії, Чехії  та Коста-Рики і навіть забив чехам гол, проте в кожному з матчів австралійці зазнали поразки і не змогли вийти з групи. Всього на молодіжному рівні зіграв у 30 офіційних матчах, забив 5 голів.
22 березня 2008 року в товариському матчі проти збірної Сінгапуру (0:0) Голланд дебютував за національну збірну Австралії, провівши на полі увесь матч. 
2014 року потрапив у заявку збірної на чемпіонат світу в Бразилії.
Наразі провів у формі головної команди країни 14 матчів.

## Досягнення
- Чемпіон Австралії: 2007/2008
- Чемпіон Австрії: 2012/2013